# 바기나 덴타타

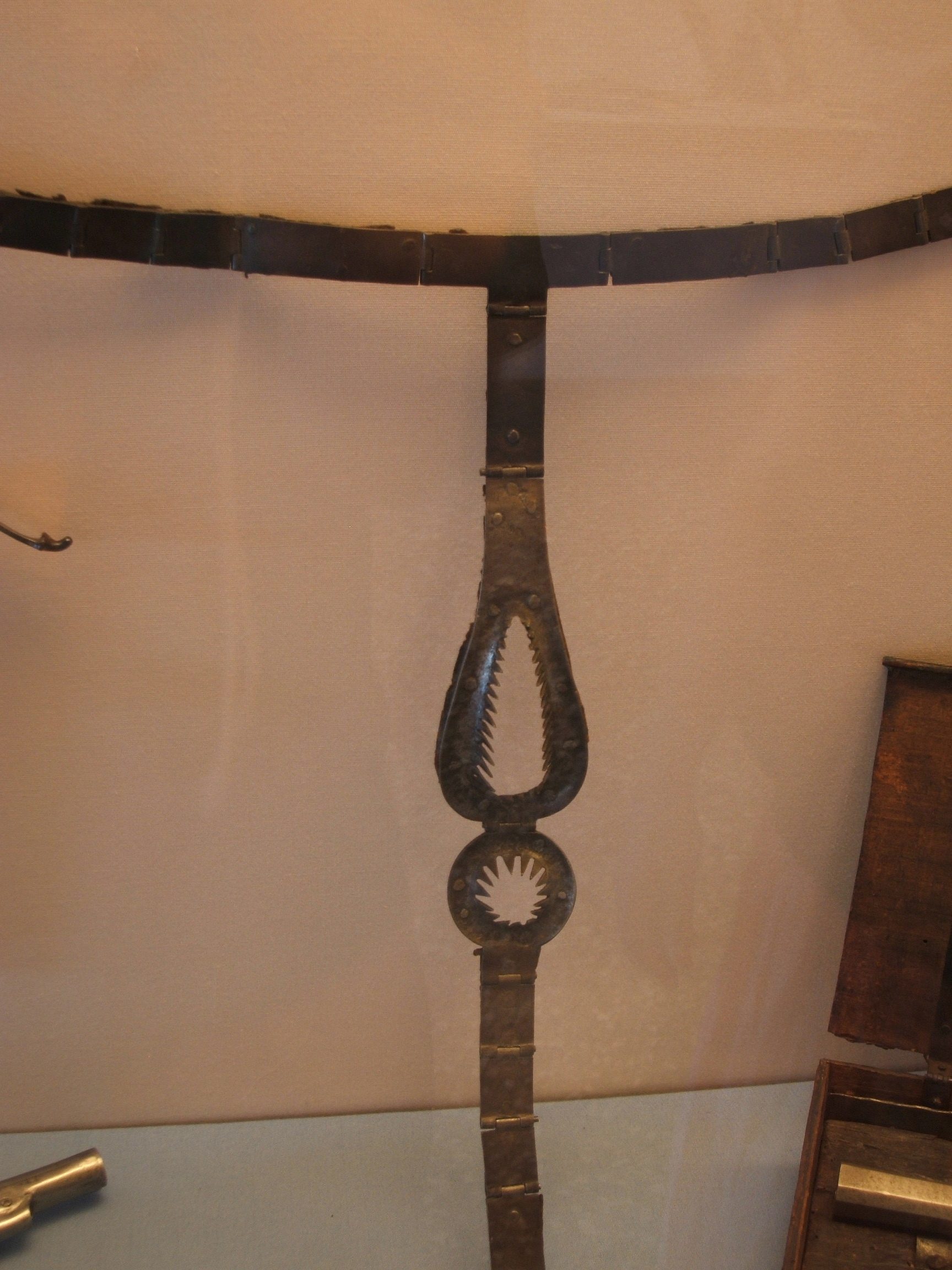
가시가 달린 베네치아식 정조대

바기나 덴타타(라틴어: Vagina dentata)란 ‘이빨 달린 질’이라는 의미의 라틴어 표현으로, 여성의 생식기에 이빨이 달려 있다는 민담과 관계가 있다. 성행위 도중 남성이 부상을 당하거나 심하면 거세를 당할 수도 있다는 공포감이 내포되어 있는 표현이다. 바기나 덴타타는 또한 질에 영향을 미치는 희귀한 의학적 증상을 가리키기도 하는데, 이 경우에는 질 유피낭종이라는 용어가 더 정확하다.

## 민간설화에서
이러한 민간 이야기들은 주로 낯선 여성의 위험성을 경고하고 강간을 막기 위한 교훈담으로 전해져 왔다.
심리학자 에리히 노이만은 한 신화에 대해 이렇게 썼다. "...무서운 어머니의 질 속에는 물고기가 살고 있다. 영웅은 무서운 어머니를 이기고 그의 질에서 이빨을 뽑아내어 그를 여성으로 만드는 사람이다."

### 남아메리카
이 전설은 남아메리카 차코족과 기아나족의 신화에도 등장한다. 일부 버전에서는 영웅이 이빨 하나를 남겨둔다.

### 북아메리카
퐁카족과 오토족은 코요테가 사악한 늙은 여인을 물리친다는 이야기를 전한다. 그 여인은 자신의 딸과 포로로 잡아둔 다른 젊은 여성의 질에 이빨을 심어 젊은 남성들을 유혹하고 죽여 재물을 빼앗았다. 코요테는 그 여인과 딸을 죽이지만, 다른 젊은 여성의 질에서 "사랑을 나눌 때 매우 짜릿한 느낌을 주는 무딘 이빨 하나를 제외하고" 이빨들을 모두 제거한 뒤 그와 결혼한다.

### 힌두교
힌두교에서 시바와 파르바티의 아들이지만 이를 모르는 아수라 안다카는 변장한 시바에게 파르바티를 넘기라고 강요하다가 시바에게 살해당한다. 안다카의 아들이자 역시 아수라인 아디는 안다카의 원수를 갚기 위해 파르바티로 변장하여 이빨 달린 질로 시바를 유혹해 죽이려 하지만, 그 또한 살해당한다.

### 아이누 전설
아이누 전설에 따르면 날카로운 이빨을 가진 악마가 한 젊은 여성의 질 속에 숨어 신혼 첫날밤을 보내던 두 젊은 남성을 거세했다고 한다. 결국 그 여성은 대장장이의 도움을 받아 쇠로 만든 남근으로 악마의 이빨을 부수었다.

### 마오리 신화
마오리 신화에서 장난꾸러기 마우이는 인류에게 불멸성을 부여하기 위해 출산 과정을 역으로 진행하려 한다. 그는 벌레로 변신해 밤과 죽음의 여신 히네누이테포가 잠든 사이 그의 질로 기어 들어가 입으로 나오려 한다. 하지만 피와카와카가 이 광경을 보고 웃는 바람에 히네누이테포가 깨어나고, 그의 질 속의 흑요석 이빨로 벌레를 물어 죽인다.

### 서아시아
이란 남동부와 호르무즈 해협의 섬들에 사는 아랍인들은 멘멘다스라는 생물에 관한 전설을 가지고 있다. 멘멘다스는 허벅지에 가시가 달린 아름다운 젊은 여성의 모습을 하고 있다. 그는 작은 보석함을 들고 해안 산맥을 걸으며 지나가는 모든 남성을 유혹한다. 멘멘다스는 유혹된 남성과 함께 빈집으로 들어가 보석함을 머리 밑에 두고 다리를 벌린 채 눕는다. 만약 남성이 이 여성의 정체를 알아차린다면, 그의 눈에 모래 한 줌을 던지고 보석함을 가지고 도망칠 수 있다. 하지만 남성이 욕정에 굴복한다면, 그 여성은 다리로 남성을 반으로 잘라버린다.

## 심리학
《성적 페르소나》(1991년)에서 카밀 팔리아는 이렇게 썼다. "이가 달린 질은 성차별적 환상이 아니다. 모든 남근이 모든 질 속에서 작아지는 것처럼, 인류는 남녀를 불문하고 대자연에 의해 삼켜진다."
《겁쟁이 요인》(The Wimp Factor)에서 스티븐 J. 듀캣은 이와 비슷한 견해를 표명했는데, 이러한 신화들은 승리자로 들어갔다가도 결국엔 항상 축소되어 나오는 남성에게 성관계가 가하는 위협을 표현한다고 했다.

## 의학
드문 경우이기는 하나 유피낭종(종양의 한 종류)이 질 내부에서 자랄 수 있다. 유피낭종은 배아 피부 세포의 외층에서 형성된다. 이러한 세포들은 다양한 종류의 조직으로 성숙할 수 있으며, 이러한 낭종은 피부가 있는 곳이나 귀나 질처럼 피부가 안쪽으로 접혀 다른 기관이 되는 곳 어디에서나 형성될 수 있다. 하지만 질에서 유피낭종이 발생할 경우, 정상적인 질 조직층으로 덮여 있어 이빨이 아닌 덩어리 형태로 나타난다.

## 같이 보기
- 거세불안
- 페니스 캡티부스
- 완전거세
- 티스 (영화)

## 더 읽어보기
- Dane, Penelope (2015). “Vagina dentata”. 《The International Encyclopedia of Human Sexuality》: 1409–1430. doi:10.1002/9781118896877.wbiehs525.
- Delpech, François (1994). 〈Le vagin denté: variantes ibériques〉. 《Des Monstres... Actes du Colloque de Mai 1993 à Fontenay aux Roses》. Cahiers de Fontenay 14. 11–31쪽. doi:10.3406/cafon.1994.1030.